# منا زکی
منا زکی (عربی: منى زكى؛ زادهٔ ۱۸ نوامبر ۱۹۷۶) هنرپیشه اهل مصر است. اگرچه او هیچ علاقه‌ای به بازیگری نداشت، به یکی از ستارگان سینمای مصر تبدیل شد. او به‌طور تصادفی دیداری با محمد صبحی، کارگردان مصری داشت، که همین باعث ورود او به سینمای مصر شد.